# برنامه‌ریزی سناریو
برنامه‌ریزی سناریو (به انگلیسی: Scenario planning) از روش‌های برنامه‌ریزی راهبردی است، که برخی سازمان‌ها، در راستای دستیابی به برنامه‌های بلندمدت، از آن استفاده می‌نمایند. روش برنامه‌ریزی سناریو در صنعت، سیاست، بازرگانی،  نیروی نظامی، جغرافیا، جمعیت‌شناسی، برنامه‌ریزی کسب‌وکار، مدیریت راهبردی، مهندسی سامانه‌ها و حوزه‌های مختلف از مدیریت پروژه مورد استفاده قرار می‌گیرد.